# Peter Muduhwa
Peter Muduhwa (ur. 11 sierpnia 1993 w Bulawayo) – zimbabwejski piłkarz grający na pozycji środkowego obrońcy. Od 2021 jest zawodnikiem klubu Free State Stars FC.

## Kariera klubowa
Swoją karierę piłkarską Muduhwa rozpoczął w klubie Ajax Hotspurs w 2014 roku. W 2015 roku przeszedł do Bulawayo Chiefs FC. W latach 2015–2020 grał w Highlanders FC, z którym w sezonie 2019 zdobył Puchar Zimbabwe. W styczniu 2021 przeszedł do tanzańskiego klubu Simba SC. Latem 2021 wrócił do Highlanders FC.

## Kariera reprezentacyjna
W reprezentacji Zimbabwe Muduhwa zadebiutował 26 marca 2017 w zremisowanym 0:0 towarzyskim meczu z Zambią, rozegranym w Harare. W 2022 roku został powołany do kadry na Puchar Narodów Afryki 2021. Na tym turnieju rozegrał jeden mecz grupowy, z Gwineą (2:1).